# نيكولاي شولجينوف
نيكولاي غريغوريفيتش شولجينوف (بالروسية: Николай Григорьевич Шульгинов)، من مواليد 18 مايو 1951، هو رجل دولة روسي يشغل حاليًا منصب وزير الطاقة اعتبارًا من 20 نوفمبر 2020. وكان رئيس مجلس الإدارة والمدير العام لشركة بي جاي إس سي روس هايدرو من تاريخ 15 سبتمبر 2015 إلى 10 نوفمبر 2020.
وبحسب كوميرسانت، دخل شولغينوف ضمن قائمة أفضل 10 رواد أعمال وكبار مديرين روس من حيث عدد المنشورات في وسائل الإعلام بنبرة إيجابية في نهاية عام 2020.